# Ilha Bouvet
A ilha Bouvet (em norueguês: Bouvetøya) é uma ilha desabitada na extremidade sul do oceano Atlântico. Pertence à Noruega desde 1928. 
É considerada como a mais isolada e desabitada ilha do mundo, estando localizada a mais de 2 400 km a sudoeste do cabo da Boa Esperança e a cerca de 1 600 km a norte da Antártida. Seu nome provém de Jean-Baptiste Charles Bouvet de Lozier, que a descobriu em 1 de janeiro de 1739. Tem uma área de 49 km², e uma altitude máxima de 780 metros. Cerca de 93% da ilha está coberta por glaciares. O seu centro é uma cratera de um vulcão inativo. A costa tem vários ilhéus rochosos e uma outra ilha pequena denominada Larsøya. O único local plano da ilha é Nyrøysa, criada após um deslizamento de rochas na década de 1950, e onde foi construída uma estação meteorológica automática.
As coordenadas registadas por Bouvet de Lozier eram imprecisas, pelo que a ilha não foi redescoberta senão em finais de 1808, quando o capitão de baleeiro James Lindsay lhe deu o seu próprio nome Lindsay. A primeira reclamação de soberania da ilha foi feita por Benjamin Morrell. Em 1825 George Norris, em nome da coroa britânica, chamou-lhe Liverpool Island. Também relatou que perto haveria uma suposta ilha de Thompson, mas esta veio a demonstrar-se ser uma ilha fantasma. A primeira expedição norueguesa à ilha foi em 1927, quando a Noruega reclamou a sua soberania e lhe deu o nome de Bouvet. Após uma disputa com o Reino Unido, a ilha foi declarada como dependência da Noruega em 1930. Foi convertida em reserva natural em 1971.